# کلیسای گریگور روشنگر مقدس (ایروان)
کلیسای گریگور روشنگر مقدس (ایروان (ارمنی: Սուրբ Գրիգոր Լուսավորիչ եկեղեցի (Երևան)؛ انگلیسی: Saint Gregory the Illuminator Church, Yerevan) یک کلیسا متعلق به کلیسای حواری ارمنی واقع در ناحیه کنترون، شهر ایروان در کشور ارمنستان می‌باشد. ساخت و ساز این ساختمان در سده ۱۹ام میلادی؛ به پایان رسید. این بنا به سبک معماری ارمنی طراحی شده است.